# 立毛筋

鳥肌や毛が逆立つ理由。1.表皮 (皮膚)、2.立毛筋、3.毛包、4.真皮

立毛筋（りつもうきん、arrector pili muscle）とは、外毛根鞘と真皮上層との間に存在する平滑筋束。別名、起毛筋（きもうきん）
立毛筋はアドレナリン作動性の交感神経（交感神経線維）によって支配されており、いわゆる鳥肌（鵞皮、goose flesh）は立毛筋の収縮により体毛が垂直方向に立って周囲の毛孔部が隆起する現象である。立毛筋は寒冷ストレス、恐怖、驚きなどの情緒性ストレスのほか、体温上昇時にも収縮して鳥肌を生じることがある。